# Parsen

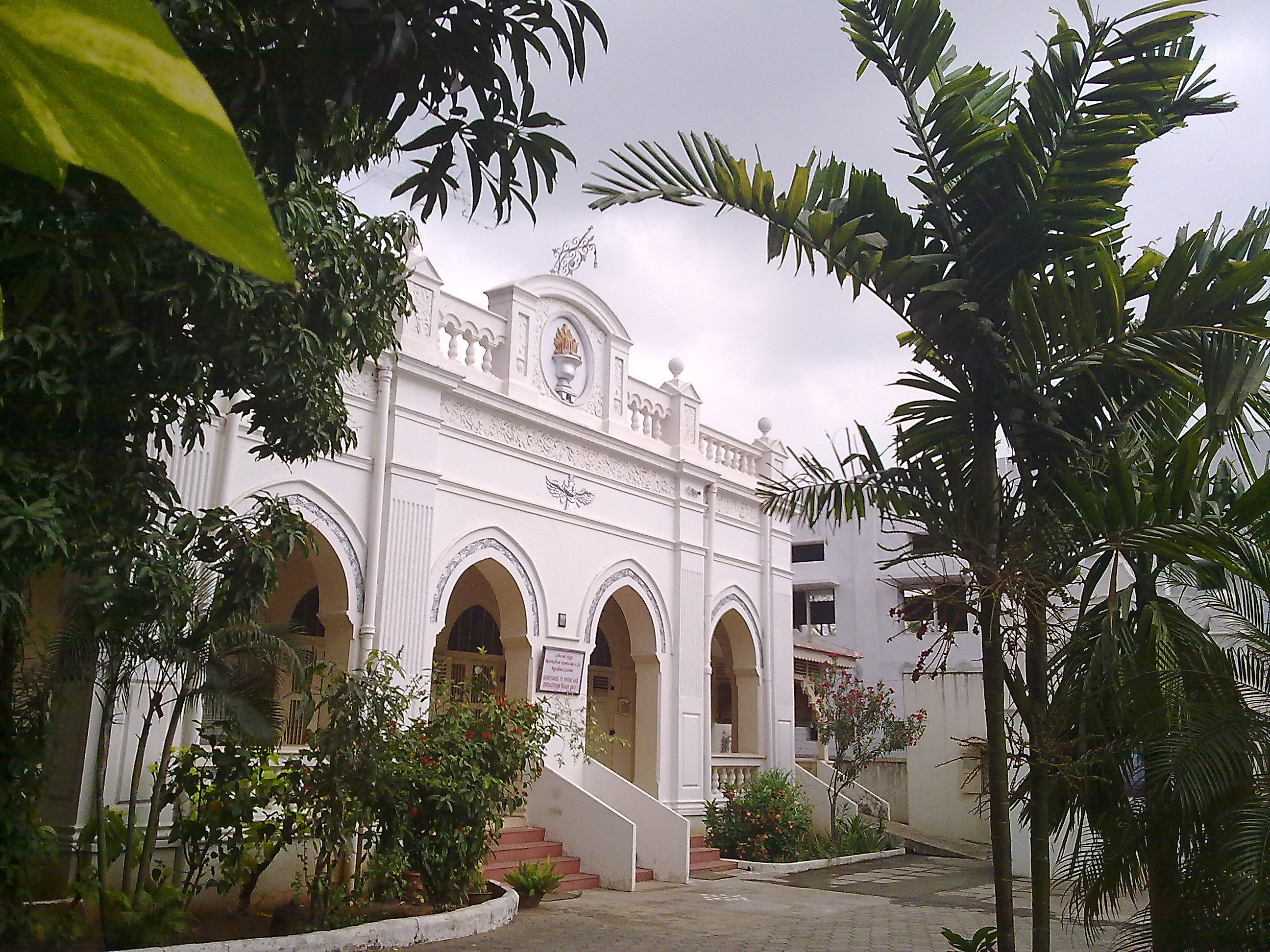
Parsischer Feuertempel in Chennai, Indien

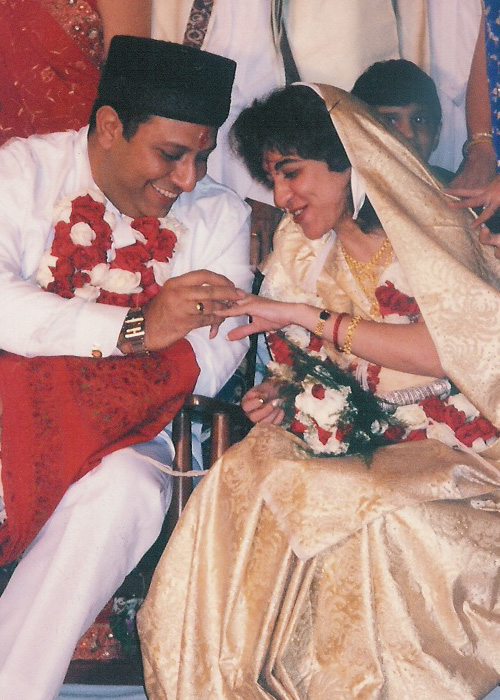
Hochzeitsfeier von Parsen

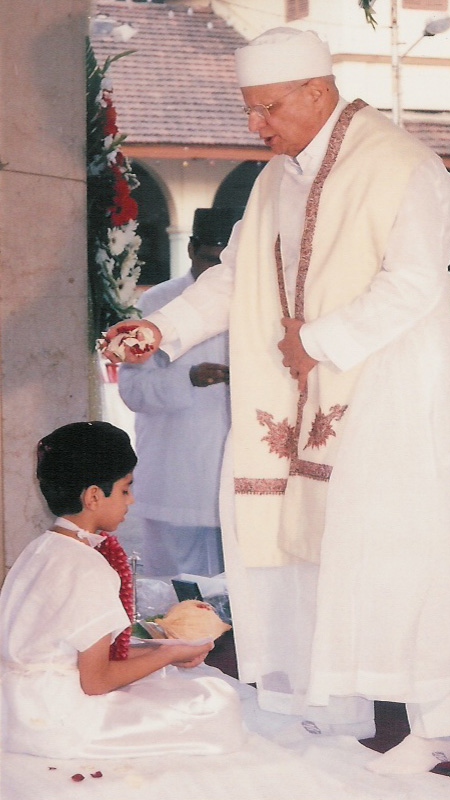
Parsi Navjote-Zeremonie

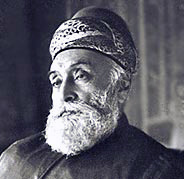
Jamsetji Nasarwanji Tata (1839–1904), Gründer des indischen Großkonzerns Tata-Gruppe

Die Parsen (von persisch پارسى, DMG Pārsī, ‚Perser‘) sind eine ursprünglich aus Persien stammende ethnisch-religiöse Gruppe, die auf Grundlage des avestischen Kanons der Lehre des Zoroastrismus folgt und als abgeschlossene Gemeinschaft lebt. Die meisten Parsen gibt es in Indien und in Pakistan. Die persischen Anhänger des Gottes Ahura Mazda bezeichnen sich gemeinhin als Zoroastrier (persisch زردشتى, DMG Zardoštī oder auch زرتشتى, DMG Zartoštī).

## Geschichte
Einer Legende nach  stammten die Parsen ursprünglich aus Chorasan im Iranischen Hochland, von wo sie nach dem Niedergang des Sassanidenreichs und der darauf folgenden Islamisierung Großpersiens im 8. Jahrhundert nach Indien flohen. Überlieferungen zufolge wurden die indischen Ostküstenorte Sanjan und Navsari in Gujarat von den Parsen gegründet, die diese nach den Städten Sanjan bei Merw in Turkmenistan und Sari in der Provinz Mazandaran ihres iranischen Ursprungslandes benannten.
Die Anzahl der Parsen gilt als schwer schätzbar; oft werden 90.000 Menschen angegeben. Einem Artikel von 2003 zufolge beträgt ihre Anzahl weltweit 200.000. Aus Indien sind nach dem Abzug der Briten (1947) viele Parsen ausgewandert. Laut Volkszählung lebten im Jahre 2011 in Indien rund 57.000 Parsen, davon knapp 45.000 im Bundesstaat Maharashtra, wo sich mit Mumbai das wichtigste Zentrum der Parsen befindet, und knapp 10.000 in Gujarat. Diese Toleranz genießende, recht weltoffene und meist gebildete und wohlhabende Gemeinschaft ist aufgrund ihres karitativen Einsatzes wertgeschätzt. Seit Jahren sinkt die Anzahl aufgrund geringer Kinderzahl und der Tatsache, dass man nur als Parse geboren werden kann – die Parsen lassen keine Konvertiten zu und nahmen bis vor Kurzem auch keine Kinder aus Mischehen auf. Ehelosigkeit und Kinderlosigkeit sind bei den Parsen sozial akzeptiert und etwa 30 % bleiben lebenslang unverheiratet. Die Zahl der Kinder pro Frau liegt bei den Parsen bei 0,8 (im indischen Durchschnitt sind es 2,3). Die indische Regierung startete deswegen im Jahr 2015 eine Initiative, mit der sie die Parsen zu mehr Nachwuchs ermuntern will. Unter anderem ist eine staatliche Förderung von In-vitro-Fertilisation bei ungewollt kinderlosen Paaren vorgesehen. Dies steht im Gegensatz zur allgemeinen Bevölkerungspolitik, die das Bevölkerungswachstum im dichtbesiedelten Indien bremsen möchte. Zur Begründung meinte die indische Ministerin für Minderheitenangelegenheiten Najma Heptulla, dass die Parsen außerordentliche Beiträge in Indien für Bildung und Industrialisierung geleistet hätten. Viele Personen, wie die Industriellen Tata und Godrej, sowie auch bedeutende Richter und Politiker gehören zu ihnen. Diese Bevölkerungspolitik schien zwei Jahre nach ihrem Beginn erste Erfolge zu zeigen.
In Nordamerika leben geschätzt 18.000 bis 25.000 Parsen. Die weltweite Diaspora ist vergleichsweise klein. Im Westen sind die Parsen auch wegen ihrer Bestattungsbauwerke, der Dachmas, bekannt. Friedrich Schrader hat 1907/1908 in einem Zeitungsartikel damals existierende parsische Kultstätten in der Gegend von Baku im damaligen Russischen Reich (heute Republik Aserbaidschan) beschrieben.

## Bedeutende Parsen
- Dadabhai Naoroji (1825–1917), Politiker, 1892 erstes aus Asien stammendes Mitglied des britischen Unterhauses
- Unternehmerfamilie Tata, eine indische Unternehmerdynastie
  - Jamshedji Tata (1839–1904), gilt als Vater der indischen Industrialisierung
  - Ratan Tata (1937–2024), indischer Unternehmer
- Kaikhosru Sorabji (1892–1988), Komponist, Pianist und Musikkritiker
- Meher Baba (1894–1969), Guru und Mystiker
- Pallonji Mistry (1929–2022), Unternehmer
- Freddie Mercury (eigentlich Farrokh Bulsara, 1946–1991), Sänger der Rockband Queen
- Zubin Mehta (* 1936), Dirigent
- Bejun Mehta (* 1968), Countertenor
- Pheroza J. Godrej, Historikerin und Autorin
- Rohinton Mistry (* 1952), Schriftsteller
- Meher Pestonji (* 1946), Schriftstellerin
- Nazneen Contractor (* 1982), Schauspielerin
- Persis Khambatta (1948–1998), Schauspielerin
- John Abraham (* 1972), Schauspieler
- Feroze Gandhi (1912–1960), aus der Nehru-Gandhi-Familie, Ehemann Indira Gandhis und Vater Rajiv Gandhis und Sanjay Gandhis
- Homi Jehangir Bhabha (1909–1966), indischer Atom- und Elementarteilchenphysiker
- Homi K. Bhabha (* 1949), indischer Theoretiker des Postkolonialismus
- Rusi P. Taleyarkhan (* 1953), Kernphysiker
- Boman Irani (* 1959), indischer Schauspieler